# とことんサンデー
『とことんサンデー』は、1993年4月から1997年3月までテレビ西日本（TNC）で日曜 11:00 - 11:50に放送していた生放送バラエティ番組。
通称は「とこサン」。

## 概要
平成に入り、九州へ本格的に進出した吉本興業は、鶴屋華丸・亀屋大吉（後の博多華丸・大吉）ら九州出身の若手タレントたちの育成を行ってきた。当初は、深夜バラエティ番組『Doの夜はとことん』にて、司会を務めた村上ショージら大阪本社の所属タレントたちが若手を鍛えるというスタイルであったが、『Doの夜はとことん』2年目には村上と越後屋文太（後のシベリア文太）の2人が抜け、華丸・大吉司会の情報番組『夜はとことん』にリニューアル。さらに番組枠変更により、深夜から日曜午前に引っ越し、当番組がスタートした。
タイトルは、番組ルーツである『Doの夜はとことん』から持ち込まれたもの。当番組の視聴者ターゲットは中学・高校生。『夜はとことん』と同じく、当時の吉本興業福岡事務所のメイン芸人総出演だった。
おタコプーによる「おタコ体操」が学生に人気になるなど番組は好調で、桂三枝を始め、ナインティナイン、間寛平、ジミー大西などの吉本興業の人気芸人や、郷ひろみなどのスター芸能人もゲスト出演するなど話題を集めていたが、1997年、「4月から大吉が1年間アメリカに留学し、その模様を随時番組にて放送する」企画を発表した。この企画はTNCの製作側が福岡吉本の了承を得ないまま発表したもので、TNCと福岡吉本の2代目所長が元々仲が悪かったことでトラブルとなり、改変期の3月末で番組は打ち切られた。アメリカ留学を発表したまま番組は終了したため、1年間大吉は自宅待機として休業する羽目になった。
尚、大吉休業中の1年間は高杢禎彦司会の情報番組『サンデーブランチ』で繋ぎ、翌1998年4月からは、同時間帯で同趣旨の新番組『Hi-Ho!』がスタート。改めて華丸・大吉と福岡吉本の若手による構成番組として再スタートした。

## 内容
- オープニングトーク - 当時のTNC放送会館（福岡市高宮の旧本社）玄関前からの華丸・大吉によるトーク。
- おタコ体操
- おたすけ!めんたいこマン
- ホークスの応援コーナー（島田誠）
- エンディング前のおたよりコーナー - 大吉が福岡県久留米市の受験生からの合格祈願のFAXを読んだところ、華丸がFAXを出した受験生に向かって「不合格!」と言ったことがあった。後日、その受験生は本当に志望校に不合格となってしまったというFAXを番組に送付し、華丸が菓子折を持って受験生の自宅に謝罪に行く様子が放送された。

## 歴代出演者
- 鶴屋華丸・亀屋大吉（後の博多華丸・大吉）
- 木村佳代 - 初代アシスタント。
- 朝来野ひとみ - 2代目アシスタント。1996年9月まで出演。
- 藤城真木子（当時TNCアナウンサー） - 最終アシスタント。1996年10月から出演。
- 島田誠（当時TNCプロ野球解説者） - 1996年9月まで出演。
- コンバット満
- ケン坊田中（後の田中健二）
- ひらきさんしん
- たかが高田（後の高田課長）
- おタコプー
- 松田キビキビ
- ゴルゴ松下（後の松下笑一）
- チョコ玉たけし

### この番組から誕生したタレント
- スパローズ - 現在は浅井企画所属。当時高校生。吉本興業の芸人が高校を取材するコーナーで現役高校生として取材を受けたことがあり、これをきっかけに福岡吉本入りし、プロへの道を歩んだ。
- 水江明博 - スパローズ同様、高校時代に番組で取材を受けたことがきっかけとなり、卒業後に福岡吉本入りし、番組レギュラーとなった。その後も地元福岡で活動し、『空とぶヒヨコ』にも出演していたが、2007年4月に東京へ“転勤”した。

## 備考
- テレビ西日本では本番組が放送されていたことから、フジテレビ製作の『笑っていいとも!増刊号』は同日の13時（午後1時）から放送されていた。それ以前にもドキュメンタリー番組『We Love 九州』を放送していたために別の時間帯で放送されていた。他地域の系列局と同じく10時から放送されるようになったのは、後継番組『ぷるんアラ・モード』（『Hi-Ho!3』の後番組）が終わった後の2002年4月からである。
- 放送期間中の一時期、隣県の系列局であるサガテレビは、本番組へ流れる視聴者を食い止めようと、同じ時間帯に『週刊GABAI』というバラエティ番組を放送していた[独自研究?]。この期間中、松田キビキビは『GABAI』の1コーナーにもVTRで出演していたが、この掛け持ちが番組で発覚してからは『GABAI』への出演を取り止めた。もっとも、『GABAI』は本番組よりも先に終わっている。
- 2008年7月19日に放送された『開局50周年記念特別番組 おっ!?テレ西大感謝祭“みんなえがお”』で、コーナーの一つとして福岡タワー前に集まった観客と一緒に「おタコ体操第一」をするイベントが行われた。ゲスト出演したタレントの有坂来瞳は当時の視聴者世代で、地元でよく見ていたことを明らかにし、出演者と一緒に体操を行った。